# Чемпион, Гауэр
Гауэр Чэмпион (англ. Gower Champion, 22 июля 1919 года, Дженива, Иллинойс, США — 25 августа 1980 года, Нью-Йорк, США) — американский актёр, театральный режиссёр, хореограф и танцор. Обладатель нескольких премий «Тони» за лучшую режиссуру и хореографию мюзиклов. Постановщик таких шоу, как «Хелло, Долли!» и «42-я улица». Муж актрисы Мардж Чэмпион.

## Ранние годы
Гауэр Карлайл Чэмпион родился в небольшом городе Дженива, в штате Иллинойс. Рос в Лос-Анджелесе, где закончил один из колледжей объединённого школьного округа. Изучал танец с самого раннего возраста, с 15 лет уже выступал в клубах со своим товарищем Джейном Тайлером в дуэте под названием «Gower and Jeanne, America’s Youngest Dance Team». В 1939 году участвовали в съёмках небольшой сцены из фильма студии Warner Brothers.

## Карьера
В конце 1930-х и начале 1940-х годов Чэмпион работал на Бродвее в качестве сольного танцора и хореографа. После службы в береговой охране США во время Второй мировой войны Гауэр познакомился с актрисой Марджори Белчер, которая стала его партнёршей по танцу. В 1947 году они поженились.
В начале 1950-х годов Мардж и Гауэр работали в нескольких музыкальных фильмах: «Mr. Music» (1950 год, с участием Бинга Кросби), «Плавучий театр» (англ. Show Boat, 1951 год, с Ховардом Килом и Кэтрин Грэйсон), «Это выглядит красиво» (англ. Lovely to Look At, 1952 год), «Оставьте девушку в покое» (англ. Give a Girl a Break, 1953 год, с Дебби Рейнольдс и Бобом Фосси) и в других. На протяжении 1950-х годов участвовали во многих телевизионных передачах. В 1957 году они работали над собственным телевизионным проектом «The Marge and Gower Champion Show», который, однако, широкого успеха не получил.
С 1948 года Чэмпион начал заниматься театральными постановками и хореографией на Бродвее и практически сразу выиграл первую премию «Тони» за спектакль «Lend an Ear» (рус. ≈ Выслушать), в котором дебютировала Кэрол Ченнинг. Предпочитая работать и жить в Голливуде, на протяжении последующих десяти лет он поставил всего только два мюзикла — «Make a Wish» (1951 год) в качестве хореографа и «3 For Tonight» (1955 год) в качестве режиссёра и исполнителя главной роли. Однако, в 1960-х годах он вернулся на Бродвей, где достиг самых высоких профессиональных успехов.
В 1960 году вышло шоу «Bye Bye Birdie» о том, как звезда рок-н-ролла Элвис Пресли отправляется служить в армию. В спектакле принимали участие ещё мало известные Чита Ривера и Дик Ван Дайк. Представление получило четыре премии «Тони» и впоследствии выдержал 607 спектаклей. В 1961 году последовал выход не менее успешного мюзикла «Carnival!» (за полтора года — 719 спектаклей). Наконец, в 1964 году Чэмпион выступил в качестве режиссёра и хореографа одного из крупнейших блокбастеров Бродвея «Хелло, Долли!». Шесть лет он не сходил со сцены и был показан 2844 раза. В главных ролях Кэрол Чаннинг, это лучше всего помнят за титул номер, где Долли встречен сотрудниками ресторана после того, как был далеко в течение многих лет. Шоу выиграло десять премий «Тони», в том числе за лучший мюзикл, из которых два получил Чэмпион — за постановку и хореографию.
Конец 1960-х — начало 1970-х годов знаменует спад популярности мюзиклов Чэмпиона. Если шоу «The Happy Time» 1968 года выдержало 286 спектаклей, то «Mack & Mabel» в 1974 году практически провалилось. К творческому кризису добавился семейный: в 1973 году Гауэр и Мардж развелись.
Однако, после неудач предыдущего десятилетия, Чэмпион вернулся на музыкально-театральный Олимп со своим самым продолжительным шоу. В 1980 году он выпустил спектакль «42-я улица», который выиграл премию «Тони» за лучший мюзикл, за лучшую режиссуру и хореографию, а позже был показан 3486 раз. Но Чэмпион не смог узнать об этом, он умер за десять часов до премьеры представления. Ещё в начале предыдущего года у него было диагностировано достаточно редкое заболевание крови. Практически с начала 1980 года он находился на лечении в онкологическом центре. Гауэр Чэмпион скончался в 10 часов утра 25 августа 1980 года. По просьбе продюсера Дэвида Меррика родственники не оглашали эту информацию, скрывали её и от прессы, и, в первую очередь, от актёров. Лишь после финальных аплодисментов на премьере «42-й улицы» Меррик объявил о произошедшем.

## Награды
- 1949 год. Премия Тони за лучшую хореографию. «Lend an Ear».
- 1961 год. Премия Тони за лучшую хореографию. «Bye Bye Birdie».
- 1961 год. Премия Тони за лучшую режиссуру мюзикла. «Bye Bye Birdie».
- 1964 год. Премия Тони за лучшую хореографию. «Хелло, Долли!»
- 1964 год. Премия Тони за лучшую режиссуру мюзикла. «Хэлло, Долли!»
- 1968 год. Премия Тони за лучшую хореографию. «The Happy Time».
- 1968 год. Премия Тони за лучшую режиссуру мюзикла. «The Happy Time».
- 1981 год. Премия Драма Деск за выдающуюся хореографию. «42-я улица».
- 1981 год. Премия Тони за лучшую хореографию. «42-я улица».